# Skat i Danmark
Skat i Danmark omfatter alle de skattebetalinger, som landets borgere og virksomheder betaler til det offentlige. Indkomstskatter udgør størstedelen af de offentlige indtægter, og afgifter (indirekte skatter) det meste af resten. Tidligere havde man også formueskat i Danmark, men den blev afskaffet i 1997. Indkomstskatten blev indført i 1903 og er nu opdelt i en statslig indkomstskat, som er progressiv med to skattesatser (topskat og bundskat), og en kommunal indkomstskat, som er en proportional skat af al skattepligtig indkomst over personfradraget. 
Statens indtægter kommer primært fra de forskellige personlige indkomstskatter og derudover fra selskabsskatten, merværdiafgiften (moms) og en række andre afgifter. De kommunale skatteindtægter kommer fra den enkelte kommunes kommunale indkomstskat og fra ejendomsskatter (grundskyld og dækningsbidrag).
Administrativt opkræves både den statslige og den kommunale beskatning af Skatteforvaltningen.  
Det samlede skattetryk forventes af Skatteministeriet at have været på 44,9 % af BNP i 2018.

## Personlige indkomstskatter
Alle indtægter fra beskæftigelse beskattes med et såkaldt arbejdsmarkedsbidrag på 8 % af bruttolønnen. Derudover betales indkomstskat til staten og til den kommune, man bor i. 

## Statslig indkomstskat
Indkomstskatten til staten beregnes ud fra ens personlige indkomst (primært arbejdsindkomst og overførselsindkomster fra det offentlige). Desuden betaler man også statslig indkomstskat af kapitalindkomst, hvis den er positiv - men man kan ikke fratrække renteudgifter. Den statslige indkomstskat har to skattesatser: bundskat og topskat. I 2019 beskattes indkomst over personfradraget på 46.200 kr. med en bundskat på 12,16 %. Indkomst over 513.400 kr (i 2019) beskattes med yderligere 15 %, som er topskattesatsen.
Personlig indkomst under personfradraget på 46.200 kr. (2019, reguleres årligt ifølge satsreguleringen) er dermed skattefri bortset fra arbejdsmarkedsbidraget.

### Kommunal indkomstskat
Den kommunale indkomstskat er i 2019 i intervallet fra 22,5 % til 27,8 % med et gennemsnit på 24,93 %.
Den kommunale indkomstskat betales imidlertid ikke af ens "personlige indkomst" som den statslige indkomstskat, men af begrebet "skattepligtig indkomst". Hovedforskellen er, at alle såkaldte ligningsmæssige fradrag samt negativ kapitalindkomst (dvs. netto-renteudgifter) kan fratrækkes den skattepligtige indkomst, men ikke den personlige indkomst. Indkomstgrundlaget for den kommunale beskatning er dermed typisk mindre end for den statslige indkomstskat.

### Fradrag i den skattepligtige indkomst
Renteudgifter er fradragsberettigede i kommunalskatten, med forskellige regler for renteudgifter henholdsvis under og over 50.000 kr for enlige og 100.000 kr for par. Befordringsfradraget medfører, at for transport til arbejde over 24 km/dag gives et fradrag på 1,98 kr pr. kilometer op til 120 km (2019). For strækninger, der ligger udover 120 kilometer om dagen, reduceres satsen til kr 0,99 kr. pr. kilometer. For personer bosat i udkantskommuner er satsen dog 1,98 kr. også udover 120 km pr. dag.
Skattepligtige er generelt i stand til at fradrage udgifter forbundet med at erhverve deres skattepligtige indkomst, selvom der er forskellige undtagelser fra denne regel. Fagforeningskontingenter er fradragsberettigede op til en årlig grænse på 6.000 kr. Desuden spiller beskæftigelsesfradraget og fradrag for pensionsindbetalinger en rolle for alle lønmodtagere.

### Skatteloft
Der er en øvre grænse for, hvor meget man kan komme til at betale i marginalskat, dvs. skatten af ens sidst tjente krone - det såkaldte skrå skatteloft eller den maksimale indkomstskattesats. Summen af den statslige og kommunale skat kan ikke overstige 52,05 % i 2019.
Da de 52,05 % beregnes i forhold til den personlige indkomst, skal man for arbejdsindkomster også indregne arbejdsmarkedsbidraget for at finde den reelle maksimale marginalskat. Inkluderes arbejdsmarkedsbidraget, vil den maksimale marginalskat inklusive arbejdsmarkedsbidraget derved være:
{\displaystyle 1\times 0{,}08+(1-0{,}08)\times 0{,}5205=0{,}55886=55{,}886\%.}
For positiv (netto-)kapitalindkomst har der siden 2010 været et skatteloft på 42,7 %, men denne skat justeres ikke for inflation. Dvs realgevinsten beskattes højere end 42,7% alt efter inflation efter erhvervelse .

### Ejendomsværdiskat
Ejendomsværdiskatten regnes også af bl.a. Danmarks Statistik for at være en indkomstskat, idet dens formål er at beskatte den indirekte indkomst, som en boligejer har i form af dels sparet husleje (den såkaldte lejeværdi af egen bolig), dels en forventet kapitalgevinst, idet boliger normalt stiger i pris over tid. Ejendomsværdiskatten beregnes dog i dag på baggrund af ejendomsvurderinger uden sammenhæng med boligejerens øvrige skattepligtige indkomster.

## Ejendomsskat
Den danske ejendomsskat (grundskyld) er en skat på en ejendoms grundværdi, som beskatter basisværdien af grunden i henhold til enten:
- Grundværdien af ejendommen minus værdien af forbedringer
- Den afgiftspligtige grundværdi af ejendommen sidste skatteår, forhøjet med en reguleringsprocent

Skatten beregnes ud fra den laveste af de to værdier. Skatten er i 2019 imellem 1,6 og 3,4% af boligens officielt vurderede værdi. En evt. indtægt fra salg af ejendom (kapitalgevinst) beskattes ikke. Efter en ændring af lovgivningen for ejendoms- og ejendomsværdiskat i 2016-17 er man i øjeblikket i gang med en omfattende nyvurdering af grund- og ejendomsværdier for alle landets ejendomme, der vil resultere i et nyt system med både ændrede vurderinger og skattesatser i de kommende år.

## Moms
Danmark indførte i 1962 en afgift på salg af varer og tjenester på 9 % under navnet OMS (omsætningsafgift), som skulle betales af sælgeren af varen (som så ville overføre dette til forbrugeren i form af højere priser). Den blev senere afskaffet i 1967 samtidig med, at man indførte en ny skat på 10 % og under navnet MOMS (merværdiafgift), som i stedet skulle betales af køberen.
Den blev med tiden hævet til den nuværende momssats på 25 % i 1992. Den danske moms er nu underlagt EU-direktiver for merværdiafgiftsordninger. I Danmark er momsen generelt på én sats med få undtagelser og er ikke opdelt i to eller flere satser, som i andre lande (bl.a. Tyskland), hvor reducerede satser gælder for essentielle goder såsom fødevarer. Momsen i Danmark er en af de højeste satser sammen med Norge og Sverige. 
En række af tjenesterne har dog en reduceret moms, for eksempel offentlig transport af private personer, sundhedsydelser, forlagsvirksomhed, aviser, leje af lokaler (udlejeren kan dog frivilligt registrere til at betale moms, bortset fra beboelseslokaler), og rejsebureauvirksomhed. Enkelte tjenester er undtaget momsen, hvilket inkluderer sundhedssektoren, kunstnerisk virksomhed, salg af fast ejendom, velgørenhed og undervisning.
| År   | Sats   | Oms/moms |
| ---- | ------ | -------- |
| 1962 | 9%     | Oms      |
| 1967 | 10%    | Moms     |
| 1968 | 12,5%  | Moms     |
| 1970 | 15%    | Moms     |
| 1977 | 18%    | Moms     |
| 1978 | 20,25% | Moms     |
| 1980 | 22%    | Moms     |
| 1992 | 25%    | Moms     |

## Andre skatter
Af andre danske skatteindtægter spiller bl.a. forskellige punktafgifter, pensionsafkastskat, selskabsskat, akteindkomstskat og boafgift en vis rolle.

## Historie
Det danske skattesystem er blevet lavet om mange gange i tidens løb. Det moderne skattesystem stammer i sine grundtræk fra en grundlæggende skattereform i starten af det 20. århundrede: Med statsskatteloven af 1903 blev indkomstbeskatningen indført i Danmark som den grundlæggende indtægtskilde for staten, hvor hartkornsskatter og afgifter tidligere havde udgjort de vigtigste offentlige indtægter.

### Skattesystemet før 1903
Beskatning har fundet sted i det danske rige, så længe der har været en organiseret offentlig myndighed, hvilket en række nedslag og anekdotiske vidnesbyrd i historien minder om. Danegæld var den skat, som fremmede områder betalte til danske vikingekonger for ikke at blive overfaldet og plyndret. Tiende blev indført sammen med kristendommen o. år 1100. Ifølge denne skulle alle bønder køre en tiendedel af deres høst til kirken. Erik Plovpenning fik sit tilnavn, da han for at finansiere en krig indførte en skat på hver plov. Mere generelt byggede skattesystemet herhjemme i mange hundrede år på skiftende kombinationer af afgifter og skatter på jord og afgrøder samt lejlighedsvise kopskatter. I 1600-tallet blev den vigtige hartkornsbeskatning indført på landet, og i byerne blev en bygningsskat indført i starten af 1800-tallet. Ved det 20. århundredes begyndelse var disse to skatter de vigtigste direkte statslige skatter. Langt størstedelen af det statslige skatteprovenu omkring 1900 kom dog fra indirekte skatter. Alene told, øl- og spiritusafgifter stod for omkring to tredjedele af statens indtægter.

### Skattereformen i 1903
Lige efter systemskiftet blev der under den første Venstreregering, regeringen J.H. Deuntzer, i 1903 gennemført en gennemgribende skattereform, hvis overordnede principper i mangt og meget stadig gælder i dag. Næppe nogen senere enkelt ændring i skattesystemet har været lige så vidtgående. Hartkornsskatten og bygningsskatten blev afskaffet, og der indførtes i stedet et ensartet skattesystem for hele landet, hvor hovedingredienserne dels var formue- og indkomstskat og dels en skat af værdien af fast ejendom, der skulle hvile på en almindelig, løbende ejendomsvurdering. Det var altså blandt andet her, at den løbende indkomstskat, som i dag er hovedingrediensen i skattesystemet, blev indført. Reformen påvirkede også den kommunale beskatning, hvor tidligere skatteformer enten blev afskaffet eller over en periode tilpasset de nye statsskatter. Selvom skattereformen altså umiddelbart drejede sig om et beskedent provenu set med nutidens øjne (den højeste indkomstskattesats i det progressive skattesystem var på 2,5 %), havde den vidtrækkende perspektiver.
I perioden 1911 til 1946 var en ret betydelig indtægt for staten den såkaldte forlystelsesskat, en afgift af entréindtægter ved forestillinger i biografer, teatre og lignende.

### Skattesystemet siden 1970
Kildeskat indførtes i 1970 og indebar, at man gik over til, at det var arbejdsgiveren, der ved udbetaling af løn indbetalte skat for lønmodtageren. Før kildeskatten blev skatten betalt i det påfølgende år af lønmodtageren selv.
I de seneste årtier er der blevet gennemført en række større og mindre skattereformer. Startende med skattereformen, der blev vedtaget i 1986, adskilte man beskatningen af kapital- og arbejdsindkomst (det såkaldte duale skatteprincip) og indledte en sænkning af rentefradraget, der er fortsat i senere skattereformer. Andre vedvarende tendenser i de sidste årtier har været en kombineret sænkning af marginalskatten samtidig med, at skattegrundlaget er blevet bredt ud, og en stigende betydning af grønne afgifter.
Blandt nyere, nu forsvundne skatter fandtes mellemskatten, der fra 1994 til 2009 var et tredje trin i det statslige skattesystem mellem bund- og topskatten. Den blev imidlertid afskaffet fra og med 2010 som led i skattereformen 2009. Samme skattereform afskaffede i løbet af en årrække det sundhedsbidrag, der var indført i 2007 ved amternes nedlæggelse som afløser for den tidligere amtsskat. Sundhedsbidraget udgjorde oprindelig 8 % af indkomstgrundlaget, men blev fra og med 2012 sænket med 1 procentpoint om året. I takt med sundhedsbidragets aftrapning blev bundskatten forhøjet tilsvarende.
SKAT blev fra 2005 udsat for store besparelser og mistede i de følgende 10 år 40% af sine medarbejdere, men fra 2015 er udgifterne til skattevæsenets medarbejdere fra 5,2 mia kr steget og ventes at lande på 9,9 mia kr i 2022.

## Kirkeskat
Medlemmer af den danske folkekirke betaler et beløb på gennemsnitlig 0,7 % (i 2018) af deres skattepligtige indkomst til at dække folkekirkens udgifter - den såkaldte kirkeskat. Satsen afhænger af, hvilken kommune man bor i. Folkekirken er en statslig institution, og kirkeskatten opkræves af skattemyndighederne, men er i øvrigt på trods af navnet ikke i egentlig forstand en skat, da den ikke er obligatorisk for alle skatteydere. Folk, som ikke er medlem af den danske folkekirke, betaler ikke skatten. Den er i stedet at betragte som et medlemsbidrag - eller, som Danmarks Statistik udtrykker det, "frivillige betalinger fra husholdningerne til staten". Kirkeskatten tæller derfor heller ikke med i beregningen af skatteloftet på 52,05 %.  